# Hexatoma (Eriocera) thaiensis
Hexatoma (Eriocera) thaiensis is een tweevleugelige uit de familie steltmuggen (Limoniidae). De soort komt voor in het Oriëntaals gebied.